# Divisione di Meerut
La divisione di Meerut è una divisione dello stato federato indiano dell'Uttar Pradesh, di 11 570 117 abitanti. Il suo capoluogo è Meerut.
La divisione di Meerut comprende i distretti di Bagpat, Bulandshahr, Gautam Buddha Nagar, Ghaziabad e Meerut.